# 58 v.Chr.

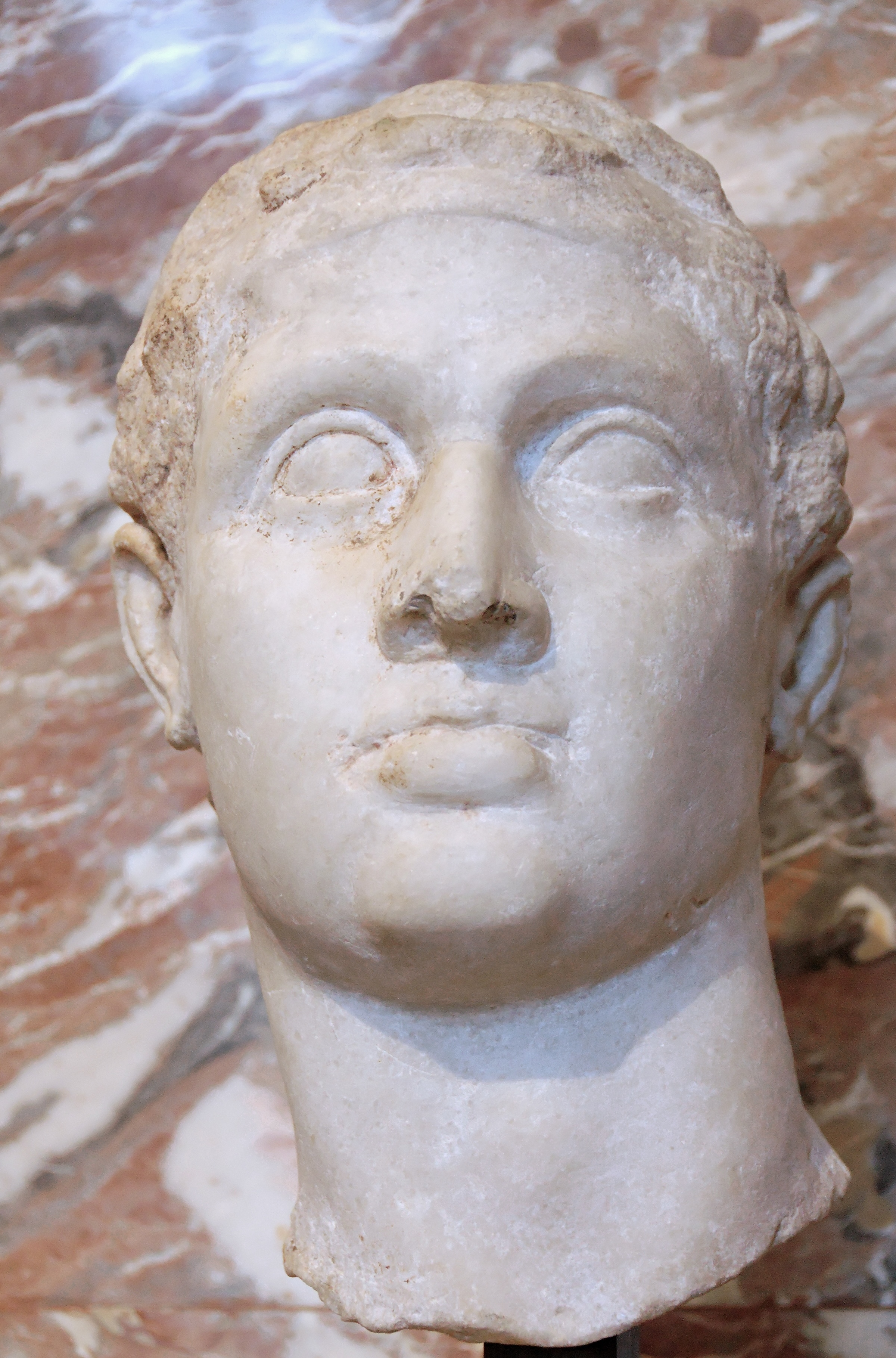
Ptolemaeus XII Auletes

Het jaar 58 v.Chr. is een jaartal in de 1e eeuw v.Chr. volgens de christelijke jaartelling.

## Gebeurtenissen

### Italië
- In Rome worden Lucius Calpurnius Piso Caesoninus en Aulus Gabinius, door de Senaat gekozen tot consul van het Imperium Romanum.
- De volkstribuun Publius Clodius Pulcher voert met steun van de populares (de "Volkspartij") een wetsvoorstel in, om onder de Romeinse bevolking graanvoorraden uit de delen.
- Ex-consul Cicero wordt op voorstel van Clodius door de Senaat beschuldigd voor het executeren van onschuldige Romeinen, tijdens de Catilinese opstand. Cicero wordt uit Rome verbannen en vlucht naar Cyzicus.
- Julius Caesar wordt benoemd tot proconsul van de Romeinse provincies Gallia Cisalpina, Gallia Transalpina en Illyrië (Balkan), voor een ambtsperiode van 5 jaar.

### Gallië
- 26 maart - de Keltische Helvetiërs hebben zich verzameld aan de Rhône om te migreren. In Zwitserland hebben zij hun dorpen achter zich verbrand. Hun gezanten verzoeken de Romeinse proconsul Julius Caesar om doortocht door de Provincia naar het kustgebied van Gallië.
- 13 april - Julius Caesar weigert de Helvetiërs doortocht. Hij heeft intussen de brug over de Rhône laten afbreken en langs de doorwaadbare plaatsen fortificaties aanleggen. De Helvetiërs trekken noordwaarts, waar bij de Jura nog een smalle doorwaadbare plaats over is.
- De Helvetiërs krijgen toestemming van de Sequenzen en de Eduenzen om door hun gebied te trekken. Julius Caesar reist naar Noord-Italië om versterkingen te halen.
- Na een vreedzame passage door het land van de Sequenzen voeren de Helvetiërs een plunderveldtocht in het gebied van de Eduenzen. De Eduenzen zoeken hulp bij de Romeinen, waar juist Caesar arriveert met een Romeins leger (Legio VII, Legio VIII, Legio IX en Legio X).
- Juli - Het Romeinse leger (6 legioenen) verslaat de Helvetiërs (± 90.000 man) eerst in de Slag aan de Arar (Saône) en vervolgens in de Slag bij Bibracte. Julius Caesar geeft alleen de Boii toestemming, om zich in Midden-Gallië te vestigen. Zij sluiten een bondgenootschap (foederati) met Rome. De Gallische Oorlog is begonnen.
- September - Julius Caesar verslaat de Germaanse stam de Sueben onder leiding van Ariovistus in de Slag bij Vesontio (huidige Besançon). De Germanen moeten zich terugtrekken over de Rijn.
- Winter - In Noord-Gallië vormen de Belgae onder bevel van Galba, koning van de Suessiones, een alliantie tegen de Romeinen.
- Julius Caesar wijst de Rijn aan als grens tussen Gallië en Germanië.

### Midden-Oosten
- Ptolemaeus XII Neos Dionysos wordt in Alexandrië afgezet als farao, vanwege het heffen van hoge belastingen en vlucht naar Rome. Berenice IV (58 - 55 v.Chr.) bestijgt de Egyptische troon en regeert als co-regentes samen met haar zuster Cleopatra VI.
- Cato de Jongere wordt aangesteld tot gouverneur van Cyprus, hij biedt Ptolemaeus van Cyprus de functie van hogepriester aan in Paphos. Ptolemaeus pleegt zelfmoord door vergif in te nemen.
- Malichus I (58 - 28 v.Chr.) volgt Obodas II op als koning van de Nabateeërs. Rome dreigt met annexatie van Palestina en verplicht hem huurlingen te leveren voor het Romeinse leger in Syria.

### Europa
- Koning Cassivelaun (58 - 38 v.Chr.) volgt zijn broer Lud op als heerser van Brittannië. Hij wordt regent over zijn zonen Androgeus en Tasciovanus.

## Geboren
- Livia Drusilla, echtgenote van Gaius Julius Caesar Octavianus (Augustus) (overleden 29)

## Overleden
- Ptolemaeus van Cyprus (~116 v.Chr. - ~58 v.Chr.), koning van Cyprus (58)